# هايدي بيكر
هايدي بيكر (بالإنجليزية: Heidi Baker)‏ هي قسيسة ومبشرة ومؤلفة أمريكية، ولدت في 29 أغسطس 1959 في كاليفورنيا في الولايات المتحدة.

## وصلات خارجية
- هايدي بيكر على موقع IMDb (الإنجليزية)
- هايدي بيكر على موقع ميوزك برينز (الإنجليزية)
- هايدي بيكر على موقع قاعدة بيانات الفيلم (الإنجليزية)